# Завадський Едвальд Абрамович
Е́двальд Абра́мович Зава́дський (* 2 червня 1927, Міллерово, Ростовська область, РРФСР, СРСР — † 22 березня 2005, Донецьк, Україна) — український фізик. Член-кореспондент АН УРСР (обрано 29 березня 1978, спеціальність — фізика твердого тіла).

## Життєпис
- 1955 — закінчив Орський педагогічний інститут.
- 1956–1966 — працював у Інституті фізики металів Уральського наукового центру АН СРСР.
- 1966 — почав працювати у Донецьку у Фізико-технічному інституті АН УРСР (нині Донецький фізико-технічний інститут імені Олександра Галкіна НАН України), завідувач відділу магнітних властивостей твердих тіл (від 1969), заступник директора з наук. роботи (1978—1987), директор ДонФТІ АН УРСР (1987—1997).
- Водночас від 1968 — професор кафедри теоретичної фізики Донецького університету.
- З 1997 працював радником дирекції.[2]

## Наукова діяльність
Наукові праці Завадського стосуються фізики твердого тіла. Він, зокрема, досліджував вплив сильного магнітного поля та високого тиску на особливості фазових перетворень у магнітних матеріалах.
Засновник наукової школи фізики фазових перетворень в екстремальних умовах.
Завадський відкрив явище необоротного індукування магнітним полем нових станів, «прихованих» в області від'ємних тисків, виявив метастабільні гетерофазні стани у сегнетоелектриках. Досліджував особливості магнітного упорядкування і фазових переходів у магнетиках із кількома параметрами порядку. Досліджував фазові переходи у кристалах із позиційним безпорядком.

## Премії
- 1975 — премія імені Кирила Синельникова АН УРСР (разом з Олександром Галкіним) за дослідження «Індукування нового стану речовини сильним магнітним полем».[3]

## Основні публікації
- Кузьмин Е. В., Петраковский Г. А., Завадский Э. А. Физика магнитоупорядоченных веществ. — Новосибирск: Наука, 1976. — 278 с.
- Завадский Э. А., Вальков В. И. Магнитные фазовые переходы. — К.: Наукова думка, 1980. — 195 с.
- Завадский Э. А., Ищук В. М. Метастабильные состояния в сегнетоэлектриках. — К.: Наукова думка, 1987. — 256 с.